# Tenebrae Responsoria

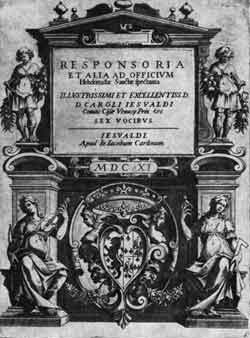
Prima pagina dei Tenebrae Responsoria di Gesualdo

Responsoria et alia ad Officium Hebdomadae Sanctae spectantia è una raccolta di musica per l'Ufficio delle Tenebre della Settimana Santa del compositore italiano Carlo Gesualdo, pubblicata nel 1611. Consiste di tre gruppi di nove brevi brani, rispettivamente per il giovedì, il venerdì e il sabato santo; contiene inoltre un salmo e un inno. L’opera è scritta per voci non accompagnate: due soprani, un contralto, due tenori e un basso.
I testi dei Responsoria per la Settimana Santa sono legati alla passione di Gesù e sono cantati dopo le lezioni dell’ufficio delle Tenebre. Le composizioni di Gesualdo sono in stile di madrigali spirituali. Come nei successivi libri di madrigali, Gesualdo ricorre a dissonanze particolarmente taglienti e giustapposizioni cromatiche sorprendenti, specialmente dove il testo si riferisce alla sofferenza di Cristo, o alla colpa di Pietro nell’aver tradito la fiducia di Gesù.

## Brani

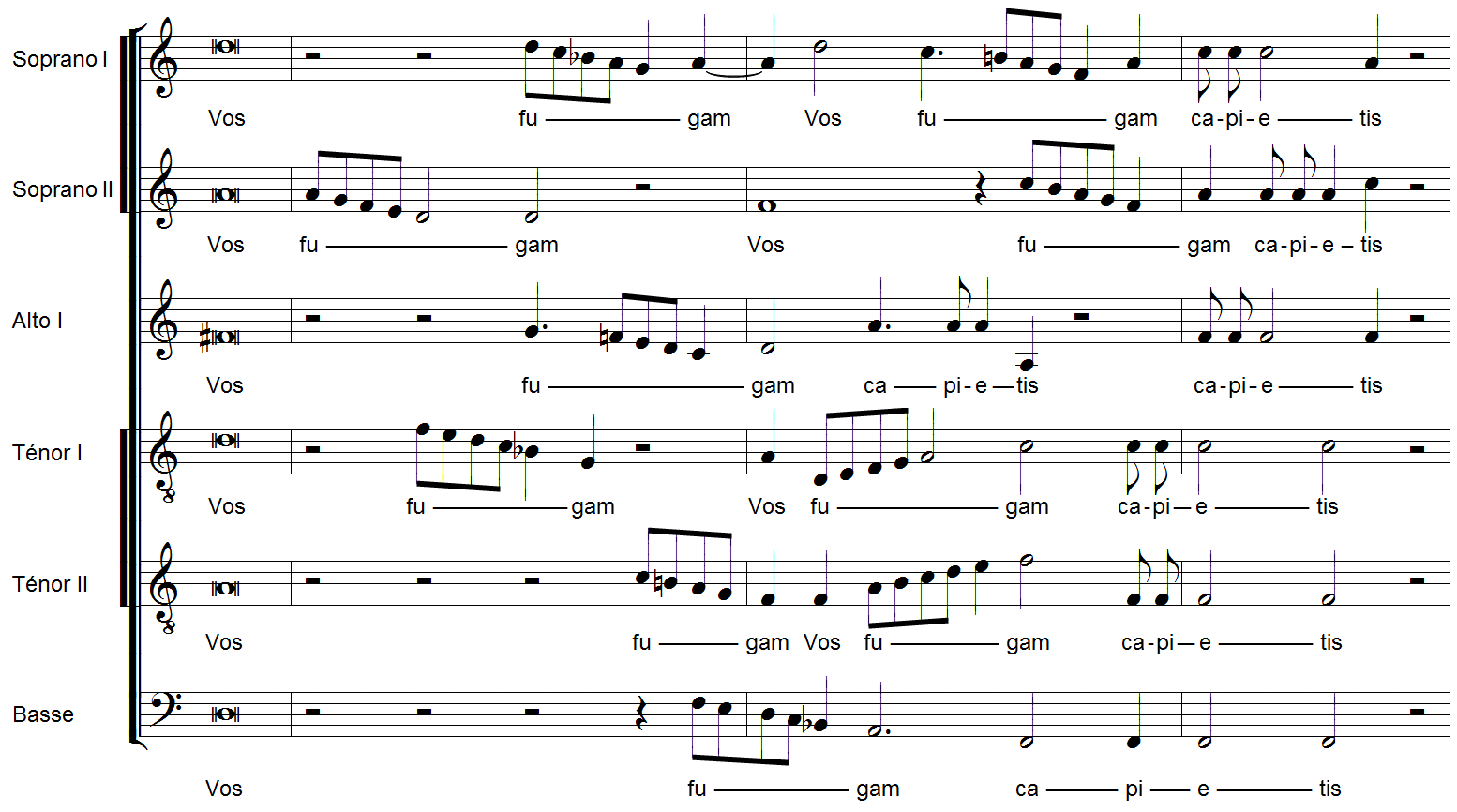
"Vos fugam..." parte di Tenebrae 1, n. 2 Tristis est anima mea

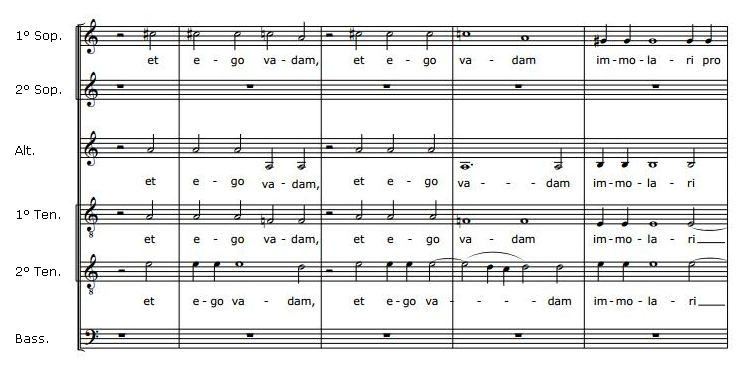
"et ego vadam..." parte di Tenebrae 1, n. 2 Tristis est anima mea

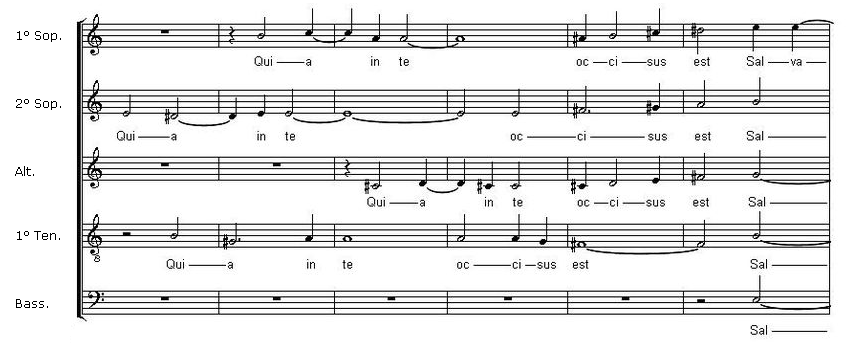
"Quia in te occisus est Salvator..." parte di Tenebrae 3, n. 2 Jerusalem surge

Modulazioni in "Quia in te occisus est Salvator...", parte di Tenebrae 3, n. 2 Jerusalem surge

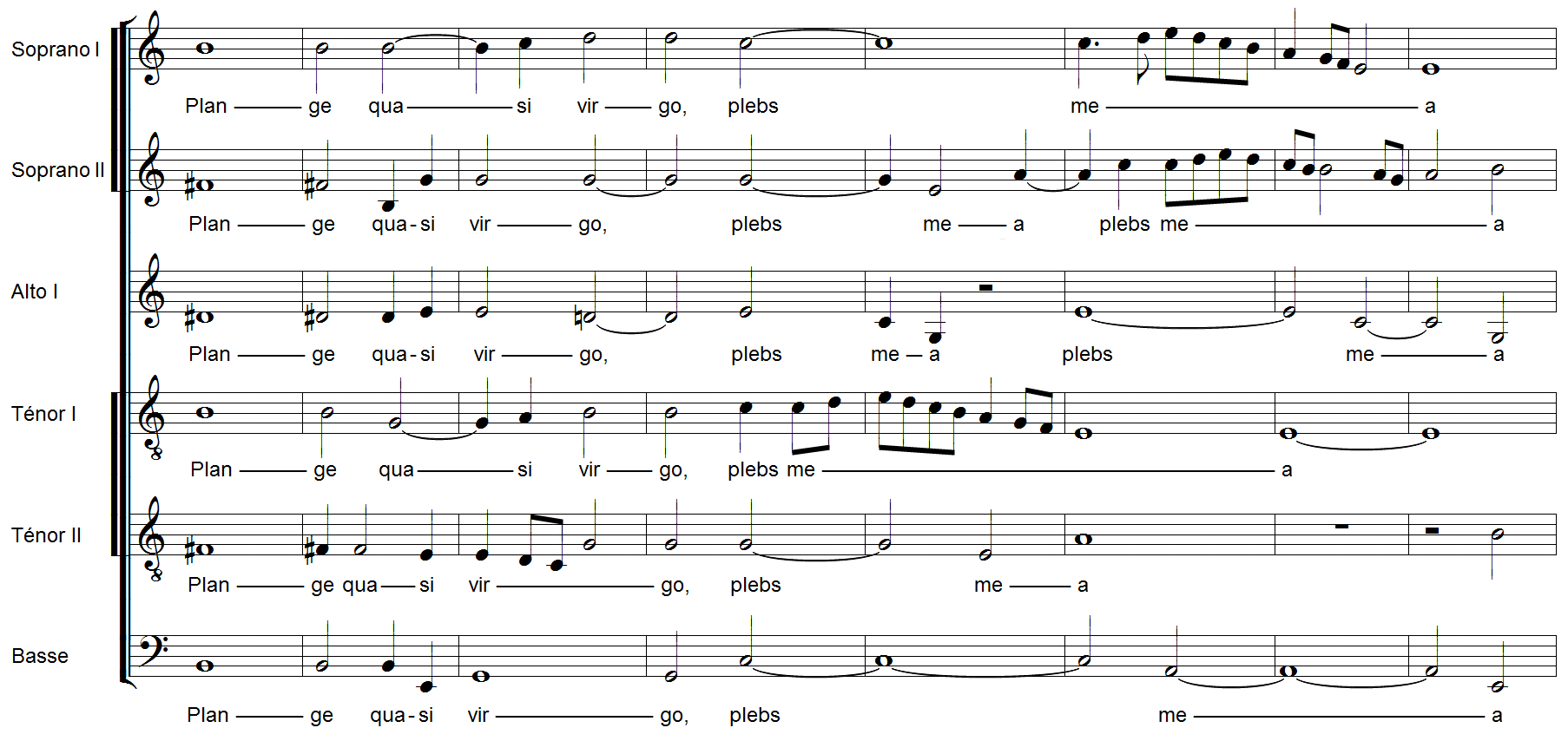
Inizio di Tenebrae 3, n. 3 Plange quasi virgo

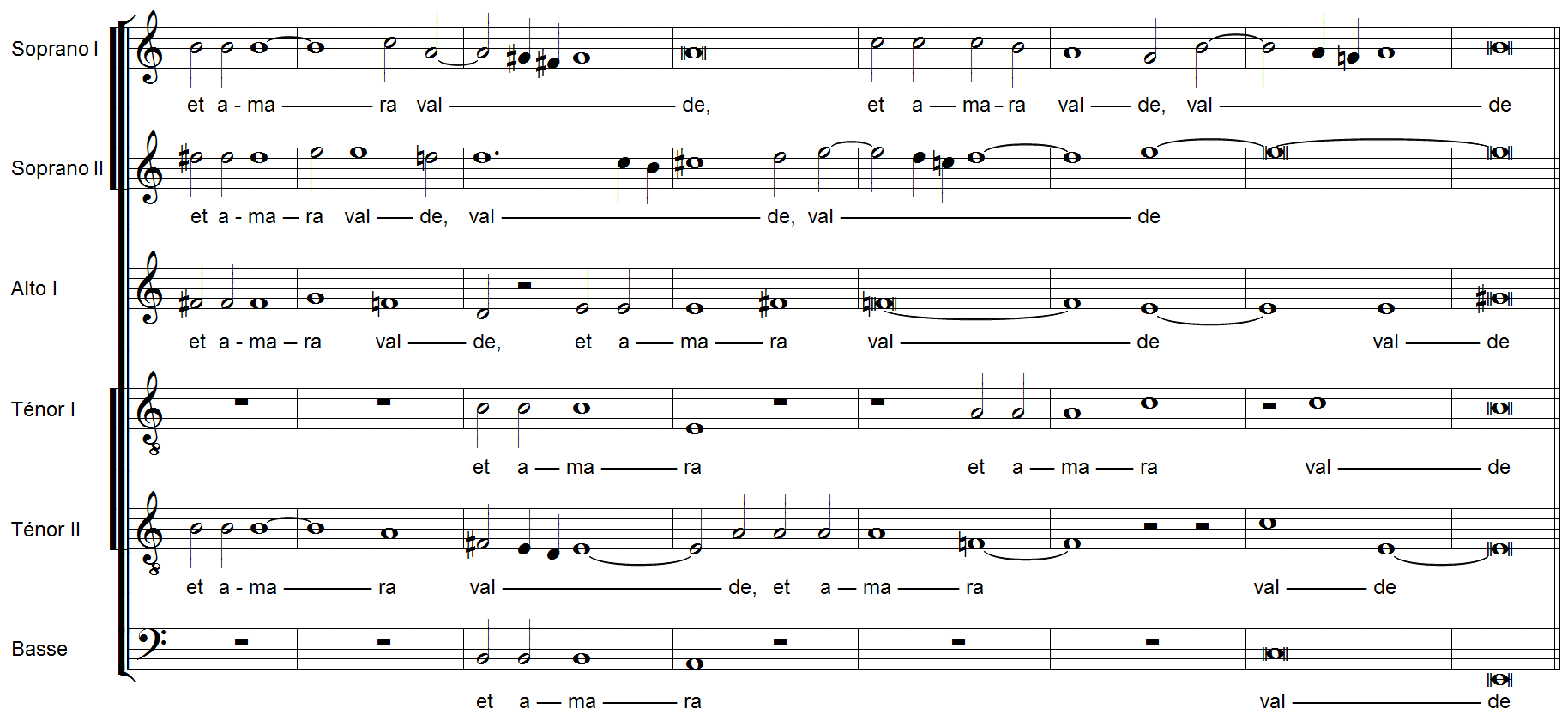
Finale di Tenebrae 3, n. 3 Plange quasi virgo

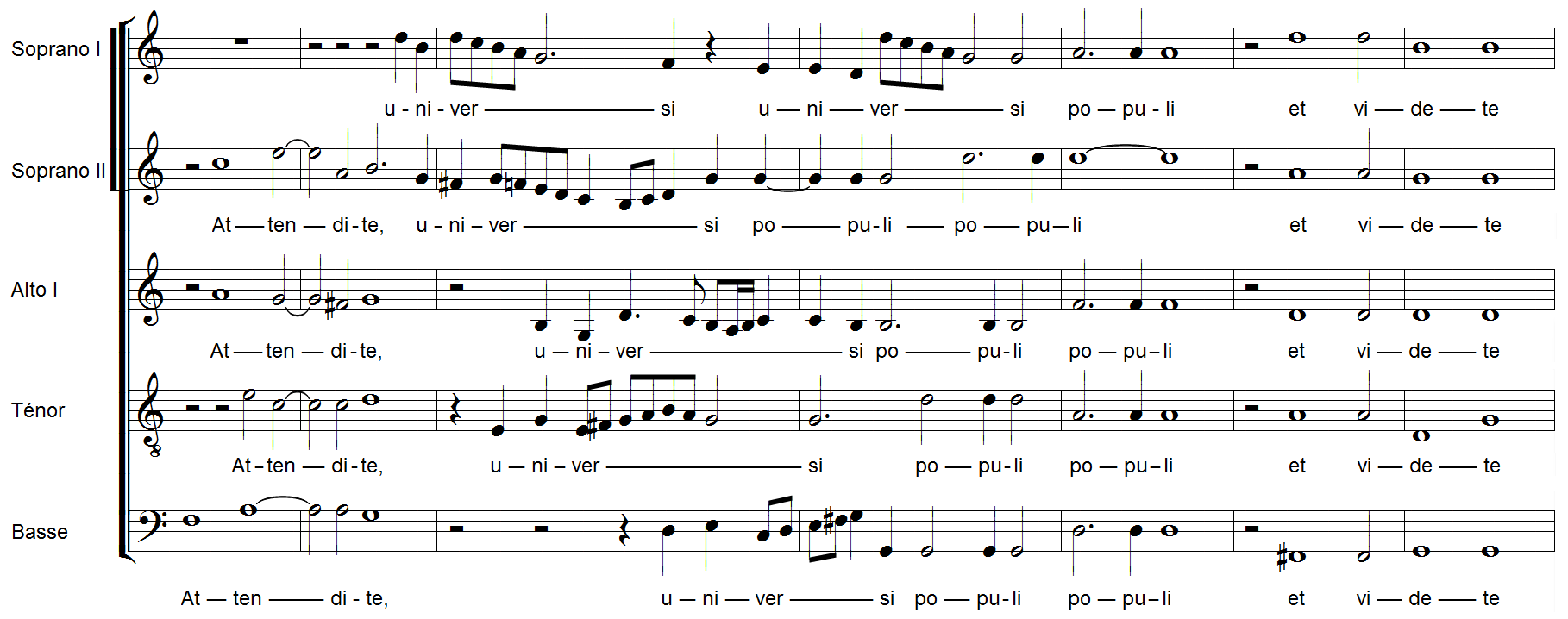
"Attendite..." parte di Tenebrae 3, n. 5 O vos omnes

1. Tenebrae Responsoria per il giovedì santo
  1. In monte Oliveti
  2. Tristis est anima mea
  3. Ecce vidimus eum
  4. Amicus meus osculi
  5. Judas mercator pessimus
  6. Unus ex discipulis meis
  7. Eram quasi agnus innocens
  8. Una hora non potuistis
  9. Seniores populi consilium
2. Tenebrae Responsoria per il venerdì santo
  1. Omnes amici mei dereliquerunt me et praevaluerunt insidiantes mihi
  2. Velum templi scissum est
  3. Vinea mea electa, ego te plantavi
  4. Tamquam ad latronem existis cum gladiis et fustibus comprehendere me
  5. Tenebrae factae sunt, dum crucifixissent Jesum Judaei
  6. Animam meam dilectam tradidi in manus iniquorum
  7. Tradiderunt me in manus impiorum
  8. Jesum tradidit impius summis principibus sacerdotum, et senioribus populi
  9. Caligaverunt oculi mei fletu meo
3. Tenebrae Responsoria per il sabato santo
  1. Sicut ovis ad occisionem
  2. Jerusalem, surge
  3. Plange quasi virgo
  4. Recessit pastor noster
  5. O vos omnes
  6. Ecce quomodo moritur justus
  7. Astiterunt reges terrae
  8. Aestimatus sum
  9. Sepulto Domino
4. "et alia" – altri brani per le lodi della settimana santa:
  1. Miserere mei, Deus (Salmo 51)
  2. Benedictus (Canto di Zaccaria) (Luca, 1:68-79)

## Edizioni
- Carlo Gesualdo, Responsoria et alia ad Officium Hebdomadae Sanctae spectantia, Giovanni Giacomo Carlino (Ioannes Iacobus Carlinus), 1611.
- Wilhelm Weismann and Glenn Watkins. Tenebrae Responsoria in Carlo Gesualdo: Sämtliche Werke. Hamburg, Deutscher Verlag für Musik, 1957-1967.

## Registrazioni
- Gesualdo : Tenebrae Responsories, A Sei Voci, 2CD Erato 97411; Warner Classics 2564 62782 (1984-1986)
- Gesualdo : Tenebrae, The Hilliard Ensemble, ECM New Series 1422/23 843 867 (1991
- La Compagnia del Madrigale (raccolta completa)
- Ensemble Arte Musica, Francesco Cera
- Ensemble De Labyrintho, Walter Testolin
- Responsoria per il giovedì santo:
  - The King's Singers, Signum SIGCD048 (2004)
- Responsoria per il venerdì santo:
  - Taverner Consort & Choir, diretto da Andrew Parrott, Sony Classical SK62977 (2000)
- Responsoria per il sabato santo
  - Ensemble Vocal Européen, diretto da Philippe Herreweghe, Harmonia Mundi France HMF790120 (1990)
  - Tenebrae Responsories for Holy Saturday, The Tallis Scholars, diretto da Peter Phillips, Gimell, CDGIM 015 (1987)

## Fonti
- (EN) List of works by Carlo Gesualdo, collana List of works by Carlo Gesualdo.